# Orinduikwatervallen
De Orinduikwatervallen (Engels: Orinduik Falls; Portugees: Cachoeiras de Urenduíque) is een trappenwaterval in de Irengrivier die de grens vormt tussen Guyana en Brazilië. Het is een 25 meter hoge waterval met meerdere trappen. De rotsen bestaan uit rode jaspis.

## Overzicht
In 1870 werd de watervallen ontdekt door de Britse geoloog Charles Barrington Brown, die ook de Kaieteurwaterval had ontdekt. Het is een brede waterval die bestaat uit meerdere trappen. Orin komt van de inheemse Patamona en is de naam van een plant die voorkomt in het gebied. Duik is Nederlands. De waterval is tussen de 150 en 230 meter breed.

## Transport
De Orinduikwatervallen bevinden zich 20 km ten noordoosten van de Braziliaanse plaats Uiramutã, maar het is eenvoudiger te bereiken via Orinduik Airport in Guyana, of Orinduque Airport in Brazilië. Jaarlijks wordt in Guyana een tiendaagse quad-safaritocht van 851 kilometer georganiseerd waarbij Orinduik wordt aangedaan.
De Orinduikwatervallen zijn vaak het afsluitend onderdeel van een tour naar de Kaieteurwaterval, omdat de Kaieteur alleen van afstand kan worden bewonderd, en in de Ireng kan worden gezwommen en gedoucht onder de waterval.

## Galerij

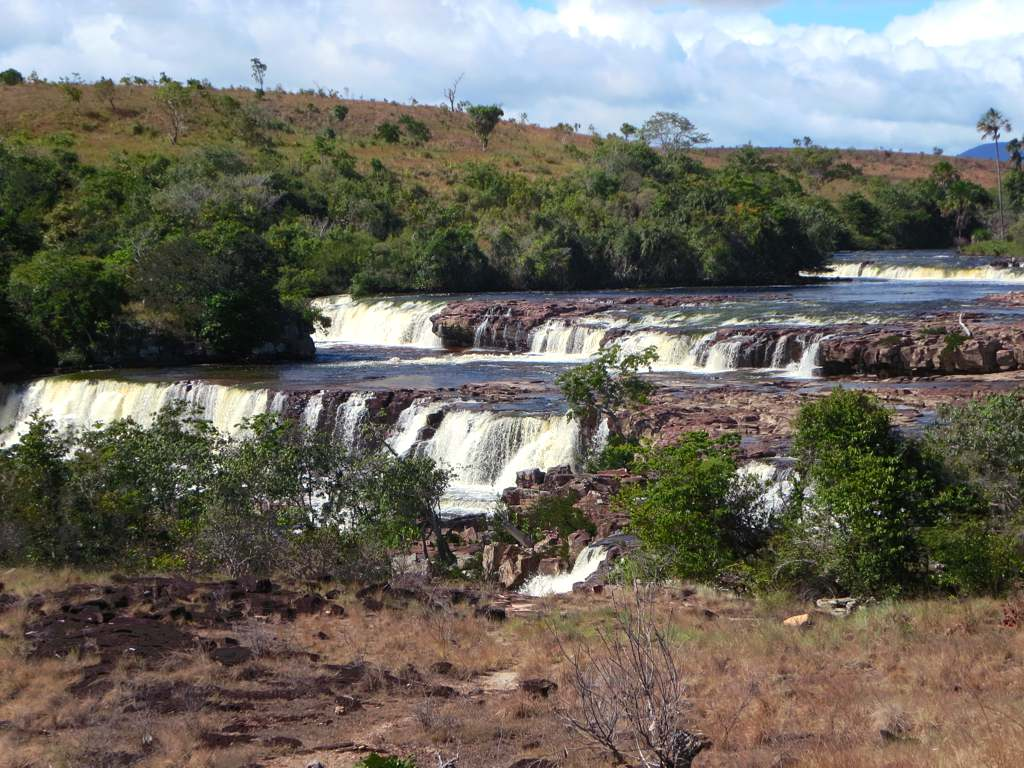
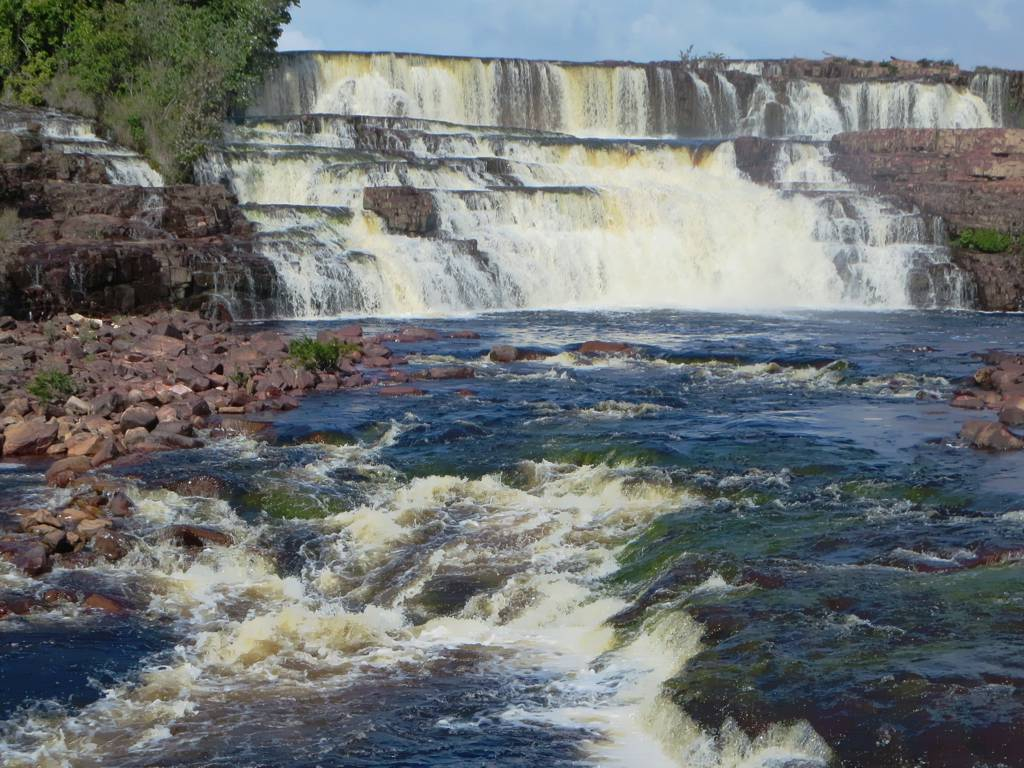